# Формула-1 — Чемпіонат 1996
Формула-1 1996 року — сезон чемпіонату світу з автоперегонів у класі Формула-1, який проводився під егідою FIA. Чемпіонат відбувся у період з березня по жовтень та складався з 16 Гран-прі. Сезон розпочався на Гран-прі Австралії 10 березня та закінчився на Гран-прі Японії 13 жовтня. Деймон Гілл здобув свій перший та єдиний титул чемпіона, а його команда Williams-Renault виборола Кубок конструкторів.

## Команди та пілоти
Система нумерації, що використовувалася з сезону 1974 року, була скасована. Ferrari отримали номери 1 і 2 після того, як найняли чинного чемпіона Міхаеля Шумахера, незважаючи на те, що минулого року посіли третє місце в Кубку конструкторів, Benetton отримали номери 3 і 4 за перемогу в Кубку конструкторів, Williams отримали номери 5 і 6 за друге місце, McLaren отримали 7 і 8 за четверте місце, Ligier отримали 9 і 10 за п'яте місце і так далі, причому число 13 було пропущено.
Наступні команди та пілоти брали участь у Чемпіонаті світу 1996 року. Постачальник шин для всіх команд — Goodyear.
| Команда                              | Конструктор        | Шасі           | Двигун                          | No. | Пілот                  | Гран-прі |
| ------------------------------------ | ------------------ | -------------- | ------------------------------- | --- | ---------------------- | -------- |
| Scuderia Ferrari                     | Ferrari            | F310           | Ferrari 046 3.0 V10             | 1   | Міхаель Шумахер        | Всі      |
| Scuderia Ferrari                     | Ferrari            | F310           | Ferrari 046 3.0 V10             | 2   | Едді Ірвайн            | Всі      |
| Mild Seven Benetton Renault          | Benetton-Renault   | B196           | Renault RS8 3.0 V10             | 3   | Жан Алезі              | Всі      |
| Mild Seven Benetton Renault          | Benetton-Renault   | B196           | Renault RS8 3.0 V10             | 4   | Герхард Бергер         | Всі      |
| Rothmans Williams Renault            | Williams-Renault   | FW18           | Renault RS8 3.0 V10             | 5   | Деймон Гілл            | Всі      |
| Rothmans Williams Renault            | Williams-Renault   | FW18           | Renault RS8 3.0 V10             | 6   | Жак Вільнев            | Всі      |
| Marlboro McLaren Mercedes            | McLaren-Mercedes   | MP4/11 MP4/11B | Mercedes FO 110/3 3.0 V10       | 7   | Міка Гаккінен          | Всі      |
| Marlboro McLaren Mercedes            | McLaren-Mercedes   | MP4/11 MP4/11B | Mercedes FO 110/3 3.0 V10       | 8   | Девід Култгард         | Всі      |
| Ligier Gauloises Blondes             | Ligier-Mugen-Honda | JS43           | Mugen-Honda MF-301 HA 3.0 V10   | 9   | Олів'є Паніс           | Всі      |
| Ligier Gauloises Blondes             | Ligier-Mugen-Honda | JS43           | Mugen-Honda MF-301 HA 3.0 V10   | 10  | Педро Дініс            | Всі      |
| Benson & Hedges Total Jordan Peugeot | Jordan-Peugeot     | 196            | Peugeot A12 EV5 3.0 V10         | 11  | Рубенс Баррікелло      | Всі      |
| Benson & Hedges Total Jordan Peugeot | Jordan-Peugeot     | 196            | Peugeot A12 EV5 3.0 V10         | 12  | Мартін Брандл          | Всі      |
| Red Bull Sauber Ford                 | Sauber-Ford        | C15            | Ford JD Zetec-R 3.0 V10         | 14  | Джонні Герберт         | Всі      |
| Red Bull Sauber Ford                 | Sauber-Ford        | C15            | Ford JD Zetec-R 3.0 V10         | 15  | Гайнц-Гаральд Френтцен | Всі      |
| Footwork Hart                        | Footwork-Hart      | FA17           | Hart 830 3.0 V8                 | 16  | Рікардо Россет         | Всі      |
| Footwork Hart                        | Footwork-Hart      | FA17           | Hart 830 3.0 V8                 | 17  | Йос Ферстаппен         | Всі      |
| Tyrrell Yamaha                       | Tyrrell-Yamaha     | 024            | Yamaha OX11A 3.0 V10            | 18  | Укіо Катаяма           | Всі      |
| Tyrrell Yamaha                       | Tyrrell-Yamaha     | 024            | Yamaha OX11A 3.0 V10            | 19  | Міка Сало              | Всі      |
| Minardi Team                         | Minardi-Ford       | M195B          | Ford ED2 3.0 V8 Ford ED3 3.0 V8 | 20  | Педро Ламі             | Всі      |
| Minardi Team                         | Minardi-Ford       | M195B          | Ford ED2 3.0 V8 Ford ED3 3.0 V8 | 21  | Джанкарло Фізікелла    | 1, 4–10  |
| Minardi Team                         | Minardi-Ford       | M195B          | Ford ED2 3.0 V8 Ford ED3 3.0 V8 | 21  | Тарсу Маркес           | 2–3      |
| Minardi Team                         | Minardi-Ford       | M195B          | Ford ED2 3.0 V8 Ford ED3 3.0 V8 | 21  | Джованні Лаваджі       | 11–16    |
| Forti Grand Prix                     | Forti-Ford         | FG01B FG03     | Ford ECA Zetec-R 3.0 V8         | 22  | Лука Бадоер            | 1–10     |
| Forti Grand Prix                     | Forti-Ford         | FG01B FG03     | Ford ECA Zetec-R 3.0 V8         | 23  | Андреа Монтерміні      | 1–10     |
| Джерело:                             |                    |                |                                 |     |                        |          |

## Календар
| №        | Гран-прі                  | Траса                                  | Дата       |
| -------- | ------------------------- | -------------------------------------- | ---------- |
| 1        | Гран-прі Австралії        | Альберт-Парк, Мельбурн                 | 10 березня |
| 2        | Гран-прі Бразилії         | Інтерлагус, Сан-Паулу                  | 31 березня |
| 3        | Гран-прі Аргентини        | Автодром Буенос-Айреса, Буенос-Айрес   | 7 квітня   |
| 4        | Гран-прі Європи           | Нюрбургринг, Нюрбург                   | 28 квітня  |
| 5        | Гран-прі Сан-Марино       | Автодром Енцо та Діно Феррарі, Імола   | 5 травня   |
| 6        | Гран-прі Монако           | Міська траса Монте-Карло, Монте-Карло  | 19 травня  |
| 7        | Гран-прі Іспанії          | Каталунья, Монмало                     | 2 червня   |
| 8        | Гран-прі Канади           | Автодром імені Жиля Вільнева, Монреаль | 16 червня  |
| 9        | Гран-прі Франції          | Невер Маньї-Кур, Маньї-Кур             | 30 червня  |
| 10       | Гран-прі Великої Британії | Автодром Сільверстоун, Сільверстоун    | 14 липня   |
| 11       | Гран-прі Німеччини        | Гоккенгаймринг, Гоккенгайм             | 28 липня   |
| 12       | Гран-прі Угорщини         | Хунгароринг, Модьород                  | 11 серпня  |
| 13       | Гран-прі Бельгії          | Спа-Франкоршам, Спа                    | 25 серпня  |
| 14       | Гран-прі Італії           | Автодром Монца, Монца                  | 8 вересня  |
| 15       | Гран-прі Португалії       | Ешторільський автодром, Ешторіл        | 22 вересня |
| 16       | Гран-прі Японії           | Міжнародний автодром Судзуки, Судзука  | 13 жовтня  |
| Джерело: |                           |                                        |            |

### Зміни в календарі
- Гран-прі Австралії було перенесено з Аделаїди на трасу Альберт-Парку поблизу Мельбурна. Зміна місця проведення також призвела до того, що Гран-прі було перенесено на початок сезону.

- Гран-прі Тихого океану мало відбутися в Індонезії на трасі в місті Сентул, але гонка не потрапила в календар, оскільки повороти траси не підходили для болідів Формули-1.

## Результати та положення в заліках

### Гран-прі
| №        | Гран-прі                  | Поул-позиція    | Швидке коло     | Переможець      | Конструктор        | Звіт |
| -------- | ------------------------- | --------------- | --------------- | --------------- | ------------------ | ---- |
| 1        | Гран-прі Австралії        | Жак Вільнев     | Жак Вільнев     | Деймон Гілл     | Williams-Renault   | Звіт |
| 2        | Гран-прі Бразилії         | Деймон Гілл     | Деймон Гілл     | Деймон Гілл     | Williams-Renault   | Звіт |
| 3        | Гран-прі Аргентини        | Деймон Гілл     | Жан Алезі       | Деймон Гілл     | Williams-Renault   | Звіт |
| 4        | Гран-прі Європи           | Деймон Гілл     | Деймон Гілл     | Жак Вільнев     | Williams-Renault   | Звіт |
| 5        | Гран-прі Сан-Марино       | Міхаель Шумахер | Деймон Гілл     | Деймон Гілл     | Williams-Renault   | Звіт |
| 6        | Гран-прі Монако           | Міхаель Шумахер | Жан Алезі       | Олів'є Паніс    | Ligier-Mugen-Honda | Звіт |
| 7        | Гран-прі Іспанії          | Деймон Гілл     | Міхаель Шумахер | Міхаель Шумахер | Ferrari            | Звіт |
| 8        | Гран-прі Канади           | Деймон Гілл     | Жак Вільнев     | Деймон Гілл     | Williams-Renault   | Звіт |
| 9        | Гран-прі Франції          | Міхаель Шумахер | Жак Вільнев     | Деймон Гілл     | Williams-Renault   | Звіт |
| 10       | Гран-прі Великої Британії | Деймон Гілл     | Жак Вільнев     | Жак Вільнев     | Williams-Renault   | Звіт |
| 11       | Гран-прі Німеччини        | Деймон Гілл     | Деймон Гілл     | Деймон Гілл     | Williams-Renault   | Звіт |
| 12       | Гран-прі Угорщини         | Міхаель Шумахер | Деймон Гілл     | Жак Вільнев     | Williams-Renault   | Звіт |
| 13       | Гран-прі Бельгії          | Жак Вільнев     | Герхард Бергер  | Міхаель Шумахер | Ferrari            | Звіт |
| 14       | Гран-прі Італії           | Деймон Гілл     | Міхаель Шумахер | Міхаель Шумахер | Ferrari            | Звіт |
| 15       | Гран-прі Португалії       | Деймон Гілл     | Жак Вільнев     | Жак Вільнев     | Williams-Renault   | Звіт |
| 16       | Гран-прі Японії           | Жак Вільнев     | Жак Вільнев     | Деймон Гілл     | Williams-Renault   | Звіт |
| Джерело: |                           |                 |                 |                 |                    |      |

### Пілоти
Очки отримують перші шість пілотів.
| Позиція | 1-ша | 2-га | 3-тя | 4-та | 5-та | 6-та |
| Очки    | 10   | 6    | 4    | 3    | 2    | 1    |

| Поз.     | Пілот                  | АВС  | БРА  | АРГ  | ЄВР  | СМР  | МОН  | ІСП  | КАН  | ФРА  | ВЕЛ  | НІМ  | УГО  | БЕЛ  | ІТА  | ПОР  | ЯПО  | Очки |
| -------- | ---------------------- | ---- | ---- | ---- | ---- | ---- | ---- | ---- | ---- | ---- | ---- | ---- | ---- | ---- | ---- | ---- | ---- | ---- |
| 1        | Деймон Гілл            | 1    | 1    | 1    | 4    | 1    | Схід | Схід | 1    | 1    | Схід | 1    | 2    | 5    | Схід | 2    | 1    | 97   |
| 2        | Жак Вільнев            | 2    | Схід | 2    | 1    | 11†  | Схід | 3    | 2    | 2    | 1    | 3    | 1    | 2    | 7    | 1    | Схід | 78   |
| 3        | Міхаель Шумахер        | Схід | 3    | Схід | 2    | 2    | Схід | 1    | Схід | НС   | Схід | 4    | 9†   | 1    | 1    | 3    | 2    | 59   |
| 4        | Жан Алезі              | Схід | 2    | 3    | Схід | 6    | Схід | 2    | 3    | 3    | Схід | 2    | 3    | 4    | 2    | 4    | Схід | 47   |
| 5        | Міка Гаккінен          | 5    | 4    | Схід | 8    | 8†   | 6†   | 5    | 5    | 5    | 3    | Схід | 4    | 3    | 3    | Схід | 3    | 31   |
| 6        | Герхард Бергер         | 4    | Схід | Схід | 9    | 3    | Схід | Схід | Схід | 4    | 2    | 13†  | Схід | 6    | Схід | 6    | 4    | 21   |
| 7        | Девід Култгард         | Схід | Схід | 7    | 3    | Схід | 2    | Схід | 4    | 6    | 5    | 5    | Схід | Схід | Схід | 13   | 8    | 18   |
| 8        | Рубенс Баррікелло      | Схід | Схід | 4    | 5    | 5    | Схід | Схід | Схід | 9    | 4    | 6    | 6    | Схід | 5    | Схід | 9    | 14   |
| 9        | Олів'є Паніс           | 7    | 6    | 8    | Схід | Схід | 1    | Схід | Схід | 7    | Схід | 7    | 5    | Схід | Схід | 10   | 7    | 13   |
| 10       | Едді Ірвайн            | 3    | 7    | 5    | Схід | 4    | 7†   | Схід | Схід | Схід | Схід | Схід | Схід | Схід | Схід | 5    | Схід | 11   |
| 11       | Мартін Брандл          | Схід | 12†  | Схід | 6    | Схід | Схід | Схід | 6    | 8    | 6    | 10   | Схід | Схід | 4    | 9    | 5    | 8    |
| 12       | Гайнц-Гаральд Френтцен | 8    | Схід | Схід | Схід | Схід | 4†   | 4    | Схід | Схід | 8    | 8    | Схід | Схід | Схід | 7    | 6    | 7    |
| 13       | Міка Сало              | 6    | 5    | Схід | ДСК  | Схід | 5†   | ДСК  | Схід | 10   | 7    | 9    | Схід | 7    | Схід | 11   | Схід | 5    |
| 14       | Джонні Герберт         | НС   | Схід | 9    | 7    | Схід | 3    | Схід | 7    | ДСК  | 9    | Схід | Схід | Схід | 9†   | 8    | 10   | 4    |
| 15       | Педро Дініс            | 10   | 8    | Схід | 10   | 7    | Схід | 6    | Схід | Схід | Схід | Схід | Схід | Схід | 6    | Схід | Схід | 2    |
| 16       | Йос Ферстаппен         | Схід | Схід | 6    | Схід | Схід | Схід | Схід | Схід | Схід | 10   | Схід | Схід | Схід | 8    | Схід | 11   | 1    |
| 17       | Укіо Катаяма           | 11   | 9    | Схід | ДСК  | Схід | Схід | Схід | Схід | Схід | Схід | Схід | 7    | 8    | 10   | 12   | Схід | 0    |
| 18       | Рікардо Россет         | 9    | Схід | Схід | 11   | Схід | Схід | Схід | Схід | 11   | Схід | 11   | 8    | 9    | Схід | 14   | 13   | 0    |
| 19       | Джанкарло Фізікелла    | Схід |      |      | 13   | Схід | Схід | Схід | 8    | Схід | 11   |      |      |      |      |      |      | 0    |
| 20       | Педро Ламі             | Схід | 10   | Схід | 12   | 9    | Схід | Схід | Схід | 12   | Схід | 12   | Схід | 10   | Схід | 16   | 12   | 0    |
| 21       | Лука Бадоер            | НКВ  | 11   | Схід | НКВ  | 10   | Схід | НКВ  | Схід | Схід | НКВ  | НТР  |      |      |      |      |      | 0    |
| 22       | Джованні Лаваджі       |      |      |      |      |      |      |      |      |      |      | НКВ  | 10†  | НКВ  | Схід | 15   | НКВ  | 0    |
| 23       | Андреа Монтерміні      | НКВ  | Схід | 10   | НКВ  | НКВ  | НС   | НКВ  | Схід | Схід | НКВ  | НТР  |      |      |      |      |      | 0    |
| —        | Тарсу Маркес           |      | Схід | Схід |      |      |      |      |      |      |      |      |      |      |      |      |      | 0    |
| Поз.     | Пілот                  | АВС  | БРА  | АРГ  | ЄВР  | СМР  | МОН  | ІСП  | КАН  | ФРА  | ВЕЛ  | НІМ  | УГО  | БЕЛ  | ІТА  | ПОР  | ЯПО  | Очки |
| Джерело: |                        |      |      |      |      |      |      |      |      |      |      |      |      |      |      |      |      |      |

| Приклад      | Опис                                                              |
| ------------ | ----------------------------------------------------------------- |
| 1            | Переможець                                                        |
| 2            | Друге місце                                                       |
| 3            | Третє місце                                                       |
| 5            | Фінішував у очковій зоні                                          |
| 12           | Фінішував поза очковою зоною                                      |
| НКЛ          | Фінішував, але не класифікований                                  |
| Схід         | Не фінішував і не класифікований                                  |
| НКВ          | Не кваліфікований                                                 |
| НПКВ         | Не передкваліфікований                                            |
| ДСК          | Дискваліфікований                                                 |
| ТТР          | Брав участь тільки в тренуваннях                                  |
| тест         | Тестер по п'ятницях (з 2003 року)                                 |
| НС           | Брав участь у Гран-прі як бойовий пілот, але не стартував у гонці |
| Т            | Травмований чи хворий                                             |
| Викл         | Виключений із протоколу                                           |
| Від          | Відмова від участі                                                |
| НТР          | Не брав участі в тренуваннях                                      |
| НПР          | Не прибув на Гран-прі                                             |
| С            | Гонка скасована                                                   |
|              | Не брав участі                                                    |
| Жирний шрифт | Поул-позиція                                                      |
| Курсив       | Швидке коло                                                       |

Примітки:
- — Пілоти, що не фінішували на Гран-прі, але були класифіковані, оскільки подолали понад 90 % дистанції.

### Конструктори
| Поз.     | Конструктор        | №  | АВС  | БРА  | АРГ  | ЄВР  | СМР  | МОН  | ІСП  | КАН  | ФРА  | ВЕЛ  | НІМ  | УГО  | БЕЛ  | ІТА  | ПОР  | ЯПО  | Очки |
| -------- | ------------------ | -- | ---- | ---- | ---- | ---- | ---- | ---- | ---- | ---- | ---- | ---- | ---- | ---- | ---- | ---- | ---- | ---- | ---- |
| 1        | Williams-Renault   | 5  | 1    | 1    | 1    | 4    | 1    | Схід | Схід | 1    | 1    | Схід | 1    | 2    | 5    | Схід | 2    | 1    | 175  |
| 1        | Williams-Renault   | 6  | 2    | Схід | 2    | 1    | 11†  | Схід | 3    | 2    | 2    | 1    | 3    | 1    | 2    | 7    | 1    | Схід | 175  |
| 2        | Ferrari            | 1  | Схід | 3    | Схід | 2    | 2    | Схід | 1    | Схід | НС   | Схід | 4    | 9†   | 1    | 1    | 3    | 2    | 70   |
| 2        | Ferrari            | 2  | 3    | 7    | 5    | Схід | 4    | 7†   | Схід | Схід | Схід | Схід | Схід | Схід | Схід | Схід | 5    | Схід | 70   |
| 3        | Benetton-Renault   | 3  | Схід | 2    | 3    | Схід | 6    | Схід | 2    | 3    | 3    | Схід | 2    | 3    | 4    | 2    | 4    | Схід | 68   |
| 3        | Benetton-Renault   | 4  | 4    | Схід | Схід | 9    | 3    | Схід | Схід | Схід | 4    | 2    | 13†  | Схід | 6    | Схід | 6    | 4    | 68   |
| 4        | McLaren-Mercedes   | 7  | 5    | 4    | Схід | 8    | 8†   | 6†   | 5    | 5    | 5    | 3    | Схід | 4    | 3    | 3    | Схід | 3    | 49   |
| 4        | McLaren-Mercedes   | 8  | Схід | Схід | 7    | 3    | Схід | 2    | Схід | 4    | 6    | 5    | 5    | Схід | Схід | Схід | 13   | 8    | 49   |
| 5        | Jordan-Peugeot     | 11 | Схід | Схід | 4    | 5    | 5    | Схід | Схід | Схід | 9    | 4    | 6    | 6    | Схід | 5    | Схід | 9    | 22   |
| 5        | Jordan-Peugeot     | 12 | Схід | 12   | Схід | 6    | Схід | Схід | Схід | 6    | 8    | 6    | 10   | Схід | Схід | 4    | 9    | 5    | 22   |
| 6        | Ligier-Mugen-Honda | 9  | 7    | 6    | 8    | Схід | Схід | 1    | Схід | Схід | 7    | Схід | 7    | 5    | Схід | Схід | 10   | 7    | 15   |
| 6        | Ligier-Mugen-Honda | 10 | 10   | 8    | Схід | 10   | 7    | Схід | 6    | Схід | Схід | Схід | Схід | Схід | Схід | 6    | Схід | Схід | 15   |
| 7        | Sauber-Ford        | 14 | НС   | Схід | 9    | 7    | Схід | 3    | Схід | 7    | ДСК  | 9    | Схід | Схід | Схід | 9†   | 8    | 10   | 11   |
| 7        | Sauber-Ford        | 15 | 8    | Схід | Схід | Схід | Схід | 4†   | 4    | Схід | Схід | 8    | 8    | Схід | Схід | Схід | 7    | 6    | 11   |
| 8        | Tyrrell-Yamaha     | 18 | 11   | 9    | Схід | ДСК  | Схід | Схід | Схід | Схід | Схід | Схід | Схід | 7    | 8    | 10   | 12   | Схід | 5    |
| 8        | Tyrrell-Yamaha     | 19 | 6    | 5    | Схід | ДСК  | Схід | 5†   | ДСК  | Схід | 10   | 7    | 9    | Схід | 7    | Схід | 11   | Схід | 5    |
| 9        | Footwork-Hart      | 16 | 9    | Схід | Схід | 11   | Схід | Схід | Схід | Схід | 11   | Схід | 11   | 8    | 9    | Схід | 14   | 13   | 1    |
| 9        | Footwork-Hart      | 17 | Схід | Схід | 6    | Схід | Схід | Схід | Схід | Схід | Схід | 10   | Схід | Схід | Схід | 8    | Схід | 11   | 1    |
| —        | Minardi-Ford       | 20 | Схід | 10   | Схід | 12   | 9    | Схід | Схід | Схід | 12   | Схід | 12   | Схід | 10   | Схід | 16   | 12   | 0    |
| —        | Minardi-Ford       | 21 | Схід | Схід | Схід | 13   | Схід | Схід | Схід | 8    | Схід | 11   | НКВ  | 10†  | НКВ  | Схід | 15   | НКВ  | 0    |
| —        | Forti-Ford         | 22 | НКВ  | 11   | Схід | НКВ  | 10   | Схід | НКВ  | Схід | Схід | НКВ  | НТР  |      |      |      |      |      | 0    |
| —        | Forti-Ford         | 23 | НКВ  | Схід | 10   | НКВ  | НКВ  | НС   | НКВ  | Схід | Схід | НКВ  | НТР  |      |      |      |      |      | 0    |
| Поз.     | Конструктор        | №  | АВС  | БРА  | АРГ  | ЄВР  | СМР  | МОН  | ІСП  | КАН  | ФРА  | ВЕЛ  | НІМ  | УГО  | БЕЛ  | ІТА  | ПОР  | ЯПО  | Очки |
| Джерело: |                    |    |      |      |      |      |      |      |      |      |      |      |      |      |      |      |      |      |      |

| Приклад      | Опис                                                              |
| ------------ | ----------------------------------------------------------------- |
| 1            | Переможець                                                        |
| 2            | Друге місце                                                       |
| 3            | Третє місце                                                       |
| 5            | Фінішував у очковій зоні                                          |
| 12           | Фінішував поза очковою зоною                                      |
| НКЛ          | Фінішував, але не класифікований                                  |
| Схід         | Не фінішував і не класифікований                                  |
| НКВ          | Не кваліфікований                                                 |
| НПКВ         | Не передкваліфікований                                            |
| ДСК          | Дискваліфікований                                                 |
| ТТР          | Брав участь тільки в тренуваннях                                  |
| тест         | Тестер по п'ятницях (з 2003 року)                                 |
| НС           | Брав участь у Гран-прі як бойовий пілот, але не стартував у гонці |
| Т            | Травмований чи хворий                                             |
| Викл         | Виключений із протоколу                                           |
| Від          | Відмова від участі                                                |
| НТР          | Не брав участі в тренуваннях                                      |
| НПР          | Не прибув на Гран-прі                                             |
| С            | Гонка скасована                                                   |
|              | Не брав участі                                                    |
| Жирний шрифт | Поул-позиція                                                      |
| Курсив       | Швидке коло                                                       |

Примітки:
- — Пілоти, що не фінішували на Гран-прі, але були класифіковані, оскільки подолали понад 90 % дистанції.

### Результати змагань поза чемпіонатом
Сезон 1996 року також включав одне змагання, що не зараховувалося до Чемпіонату світу — Indoor Trophy Формули-1 на Болонському автосалоні. На сьогоднішній день це останнє змагання в історії Формули-1, що проходило поза чемпіонатом. З 1997 року в Indoor Trophy використовувались боліди Формули-3000.
| Гонка                   | Місце                | Дата        | Переможець          | Конструктор | Звіт |
| ----------------------- | -------------------- | ----------- | ------------------- | ----------- | ---- |
| Indoor Trophy Формули-1 | Болонський автосалон | 7, 8 грудня | Джанкарло Фізікелла | Minardi     | Звіт |

## Посилання

Портал:Формула-1

## Виноски
1. ↑  Forti Grand Prix були оголошені банкрутами після Гран-прі Великої Британії і припинили подальшу участь в чемпіонаті.[4]
2. ↑  Міхаель Шумахер показав найшвидший час у кваліфікації, але не стартував у гонці через відмову двигуна на підготовчому колі. Поул-позиція залишилася вакантною на стартовій решітці, а Деймон Гілл, що стартував з другого місця, був першим серед усіх пілотів. Попри це Шумахер вважається володарем поулу.